# Germanische Gottheit
Eine germanische Gottheit kann anhand der altnordischen (an.), altenglischen (ae.) und althochdeutschen (ahd.) Überlieferung erschlossen werden und führt in eine Zeit, aus der keine schriftlichen Zeugnisse über die Germanen vorliegen. Sehr spärlich sind die altsächsischen (as.) und gotischen (got.) Zeugnisse.
Dass die Germanen bereits in der vorrömischen Eisenzeit an anthropomorphe Gottheiten glaubten, beweisen einfache menschenähnliche Astgabelidole aus den vorchristlichen Jahrhunderten, die in Dänemark und im nördlichen Deutschland gefunden wurden. Bemerkenswerterweise trugen diese germanischen Götter, Namen, die eine klare einfache Bedeutung hatten, wie Donner oder Überfluss. Wann diese germanischen Götternamen aufkamen, ist Gegenstand der Spekulation. Es muss aber in einer Periode geschehen sein, als sich die verschiedenen Dialekte noch sehr nahestanden.
Über das Wesen der damaligen Götter kann nicht viel gesagt werden. So ist anhand der vergleichenden indogermanischen Religionswissenschaft zwar plausibel, dass Wodan-Odin immer einäugig gedacht wurde, aber wann diese Idee aufkam, die auch bei Balten (Velinas), Kelten (Lug, schließt beim Zaubern ein Auge) und ansatzweise bei den Römern (Horatius Cocles) bekannt ist, kann nicht eruiert werden.

## Germanische Gottheiten
Wôðanaz
„Herr der (heiligen) Inspiration“: Hauptgott Odin (nordgerm.) bzw. südgerm. Wodan (an. Óðinn; ae. Wóden; as. Woden; ahd. Wuotan; nhd. Wotan). Zur ie. Wurzel *H2weH2- „inspirieren“; vgl. gall.-lat. vates „Seher“, air. fáith „Dichter“. Nach *Wôðanaz wurde in einigen Sprachen der Mittwoch benannt (engl. Wednesday, nl. Woensdag, schwed. Onsdag). Der Gott darf wohl bereits als einäugig gedacht werden.
Þunraz
„Donner“: Donnergott Thor bzw. Donar (an. Þórr; ae. Þunor; as. Thunaer; ahd. Donar). Zu ie. (s)tenH2- „donnern“; vgl. lat. tonare. Nach *Þunraz ist der Donnerstag benannt. Dem Donnergott kann eine primitive Waffe (*meldunjaz, an. Mjǫllnir, vgl. außergermanisch lett. milna "Hammer des Perkons") zugeschrieben werden (Keule, Axt, Hammer) und alt ist der Mythos, dass er gegen ein Wassermonster ankämpfte. Zumindest bei den Nordgermanen hat dieser Mythos aber eine starke Änderung erfahren, indem der Kampf ins Endzeitalter verlegt wurde.
Teiwaz
„Gott“: Rechts- und Kriegsgott Tyr bzw. Ziu (an. Týr; ae. Tiig; ahd. nur als Runenname überliefert: ᛠ ziu). Zu ie. *deiwós „Gott“; vgl. lat. deus. Nach *Teiwaz ist der Dienstag (alem. Zyschtig, engl. Tuesday, schwed. Tisdag) benannt. *Teiwaz dürfte vorerst Gott der Rechtsordnung gewesen sein und erst mit der Militarisierung der Thingversammlung zu einem Kriegsgott geworden sein. Dieser Prozess kann sehr alt, aber auch erst durch die Eroberungsbewegungen der Römer verursacht worden sein.
Frîjô
„Ehefrau“: Muttergöttin Frigg bzw. Frija (an. Frigg; ahd. Friia). Zu ie. *priHéH2 „Geliebte, Ehefrau“; vgl. Sanskrit priyā „Geliebte, Ehefrau“. Nach *Frîjô wurde der Freitag benannt. Sie ist Gattin des Hauptgottes und Göttermutter; sie ist nicht zu verwechseln mit der Liebes- und Fruchtbarkeitsgöttin.
Fullô
„Überfluss“: Fruchtbarkeitsgöttin (an. Fulla; ahd. Uolla, zudem der männliche Phol). Zu ie. plH1nós „voll“; vgl. lat. plenus. Bei den Germanen finden sich mehrere Götterpaare gleichen Namens (Phol & Uolla; Fjörgynn & Fjörgyn; Njördr & Nerthus) die sämtliche der Sphäre der Fruchtbarkeit angehören. Dieser Zug findet sich nur noch bei den Römern mit Liber und Libera.
Gautaz
Stammvater diverser Königsfamilien (an. Gautr; ae. Géat; as. Hathagat „Vater der Väter“; ahd. Gausus, Vorfahre der Langobardenkönige Audoin und Alboin; got. Gapt, Urahne von Ermanarich und Theoderich).
Ermunaz/Erminaz
„Großer, Universaler“: (an. Jörmunr; as. Hirmin). Wohl eine Form von *Wôðanaz oder *Teiwaz.
Ansewez
Götterfamilie der Asen (got. anseis; an. æsir; ae. ésa). Zu ie. H2ens-; vgl. ai. ásura „Halbgott, Dämon“. Die andere Familie der Wanen findet sich nur in Skandinavien. Als überholt gilt die These, dass Asen die kriegerischen Indoeuropäer und Wanen das ursprüngliche, friedliche Matriarchat darstellten.
Mit Bestimmtheit verehrten die Germanen eine Sonnengöttin (germ. *Sawelô; an. Sól; ahd. Sunna), einen Mondgott (germ. *Mênan; an. Máni) und die Erdmutter (germ. *Erþô; an. Jörð; ae. Erce eorþan módor).

## Halbgöttliche Wesen
Auzawandilaz
ein Sternenheld, wohl der Morgenstern (an. Aurvandill; ae. Éarendel). Zu ie. *H2eus- „leuchten“; vgl. agriech. Eosphoros und lett. Auseklis, beide Götter des Morgensternes. Im mittelalterlichen deutschen Heldenbuch gilt Orendel als erster der Helden, was ebenfalls ein Hinweis auf den Morgenstern (als erster Vorkämpfer des Tages) sein könnte.
Wêlanduz
der elbenhafte Wieland der Schmied (an. Volundr; ae. Wéland; ahd. Uuielant).
Andere Wesen sind: Riesen (*þurisaz; aisl. þurs; ae. þyrs; ahd. duris), Zwerge (*dwergaz; aisl. dvergr, ae. dweorg, ahd. twerc), Elfen (*albaz; aisl. álfr, ae. ylfe, ahd. alb), Wassergeister (*nikwuz, an. nykr, ahd. nichus) und Pfahlgötzen.

## Germanische Kosmologie und Eschatologie
Meðjanagarðaz
„Mittelhof“: Midgard, die Erde als Wohnort der Menschen (got. midjungards; an. Miðgarðr; ae. middangeard; as. middilgard; ahd. mittigart).
erþo anþi uppahemenaz
„Erde und Himmel“ (got. airþa jah himins; an. jörð oc upphiminn; ae. eorðe 7 upheofon; as. ertha endi uphimil; ahd. ero 7 ufhimil). Dies ist eine feste stabende germanische Formel und steht im Gegensatz zum biblischen „Himmel und Erde“ mit umgekehrter Reihenfolge.
hemenabergaz
„Himmelberg“: Asgard, Wohnsitz von Göttern (aisl. Himinbjörg; ahd. himilinberg). Wie viele Völker scheinen auch die Germanen davon überzeugt gewesen zu sein, dass prägnante Berge den Göttern als Wohnort dienten.
haljô
„Hölle“: Utgard, unterirdische Totenwelt (got. halja; an. Hel; ae. hell; as. hellia; ahd. hellea). Die Hölle war für die Germanen mehr eine düstere, kühle Aufenthaltsstätte der Toten als ein Ort der Strafe. Daneben gibt es die Vorstellung, dass die Totenwelt eine grüne Wiese war (germ. *wangaz; got. waggs „Paradies“, ae. neorxnawong).
muþspell
Weltuntergang (aisl. Muspell; as. mutspelli; ahd. muspilli), (altnordisch Muspellr) ist in der nordischen Mythologie das durch einen Riesen personifizierte Feuer. Der Riese herrscht über Muspellsheim. Er ist wohl identisch mit Surtr und tritt in der Zeit der Ragnarök als Feind der Asen und ihrer Schöpfung auf.

## Nordische Gottheiten
Edda: Aurvandill, Balder, Bragi, Eggthér, Fjölnir, Fjörgyn, Forseti, Freya, Freyr, Frigg, Fulla, Gautr, Gefjon, Gerda, Gna, Heimdall, Hel, Hermodr, Hödur, Hönir, Idun, Jörd, Lofn, Loki, Magni und Modi, Mani, Mimir, Nanna, Njörd, Nótt, Odin, Rán, Rindr, Sif, Sigyn, Skadi, Snotra, Sol, Surt, Tyr, Thor, Uller, Urd, Wali, Vé, Vidar, Vili, Yngvi, Ägir u. v. a. m.
Varietäten des Saxo Grammaticus (Dänemark): Balderus, Bous, Frigga, Frø, Gevarus, Høtherus, Horvendillus, Mimingus satyrus, Mithothyn, Nanna, Ollerus, Othinus, Rinda, Thoro, Utgarthilocus. Saxo beschreibt diese wie sterbliche Helden.

## Angelsächsische Gottheiten und mythische Helden
Ærta, Éarendel, Éastre, Erce, Folde, Géat, Hengist und Horsa, Hréðe, Ing, Mæðhilde, Seaxnéat, Tíg, Þunor, Wéland, Wóden, Wyrd. Nicht bezeugt, aber häufig in der Literatur erwähnt, sind *Fríg, *Fréa, Grím.

## Kontinentalgermanische Gottheiten und mythische Helden
Sachsen und Friesen: Fositae, Fricco, Hathagât, Hirmin, Iring, Saxnôte, Thunaer, Wôden, Wurth.
Franken, Thüringer, Alamannen, Langobarden („Hochdeutsche Stämme“): Balder, Donar, Fol, Folla, Frîja, Gaut, Sinhtgunt, Sunna, Wieland, Wuotan, Zîu.

## Gotische Gottheiten
- Anses
- Gapt